# Вернуа-ле-Вевр
Вернуа́-ле-Вевр (фр. Vernois-lès-Vesvres) — коммуна во Франции, находится в регионе Бургундия. Департамент коммуны — Кот-д’Ор. Входит в состав кантона Селонже. Округ коммуны — Дижон.
Код INSEE коммуны — 21665.

## Население
Население коммуны на 2010 год составляло 194 человека.
| 1962 | 1968 | 1975 | 1982 | 1990 | 1999 | 2010 |
| ---- | ---- | ---- | ---- | ---- | ---- | ---- |
| 54   | 44   | 65   | 131  | 164  | 189  | 194  |

## Экономика
В 2010 году среди 126 человек трудоспособного возраста (15—64 лет) 91 были экономически активными, 35 — неактивными (показатель активности — 72,2 %, в 1999 году было 64,5 %). Из 91 активных жителей работали 81 человек (42 мужчины и 39 женщин), безработных было 10 (9 мужчин и 1 женщина). Среди 35 неактивных 8 человек были учениками или студентами, 7 — пенсионерами, 20 были неактивными по другим причинам.